# Консервативні й інноваційні мови
У мовознавстві консервативна форма, різновид або особливість мови — це така, яка відносно мало змінилася протягом історії мови або відносно стійка до змін. Це протилежність інноваційним, або передовим формам, різновидам або функціям, які зазнали відносно більших або останніх змін. Крім того, архаїчна форма є не тільки хронологічно старою (і часто консервативною), але й уже рідко вживається в сучасній мові, а застаріла форма взагалі вийшла з ужитку.
Консервативна мовна форма, як-от слово чи звукова характеристика, — це форма, яка залишається ближчою до давнішої форми, з якої вона розвинулась, відносно споріднених форм із того самого джерела. Наприклад, іспанське слово caro /'karo/ і французьке слово cher /ʃɛʀ/ — обидва прикметники, що означають дорогий або коханий, і походять від латинського слова cārum /'ka:rum/. Іспанське слово, яке більше схоже на загального предка, є більш консервативним, ніж його французький аналог.
Мова або мовний різновид вважається консервативним, якщо він має менше нових розробок або змін, ніж споріднені різновиди. Наприклад, ісландська в деяких аспектах більше схожа на давньоскандинавську, ніж інші мови, які розвинулися з давньоскандинавської, включаючи данську, норвезьку чи шведську, тоді як сардинська (особливо нуорські діалекти) багато лінгвістів вважають найбільш консервативною в романських мовах. Нещодавні дослідження щодо стабільності сучасної ісландської мови підтверджують її статус як «стабільної». Тому ісландська і сардинська мови вважаються відносно консервативними мовами. Так само деякі діалекти мови можуть бути більш консервативними, ніж інші. Стандартні різновиди, наприклад, мають тенденцію бути більш консервативними, ніж нестандартні різновиди, оскільки освіта та письмова кодифікація мають тенденцію затримувати зміни.
Письмо, як правило, вважається більш консервативним, ніж мова, оскільки письмові форми зазвичай змінюються повільніше, ніж усна мова. Це допомагає пояснити невідповідності в системах письма, таких як англійська; оскільки розмовна мова змінилася відносно більше, ніж письмова, відповідність між написанням і вимовою непослідовна.
Мова може бути консервативною в одному відношенні та водночас інноваційною в іншому. Болгарська та македонська, близькоспоріднені слов'янські мови, є новаторськими в граматиці своїх іменників, у яких майже всі залишки складної слов'янської відмінкової системи відкинуті; водночас вони мають високу консервативність у словесній системі, яка в більшості інших слов’янських мов значно спрощена. Англійська мова, яка є однією з найбільш інноваційних германських мов у більшості аспектів (лексика, флексія, фонологія голосних, синтаксис), тим не менш, є консервативною у своїй фонології приголосних, зберігаючи такі звуки, як (найбільш помітні) /θ/ та /ð/ ( th ), які залишилися лише в германських мовах англійській, ісландській та шотландській рівнинній, а /ð/ також залишився в ельфдальській мові, що перебуває під загрозою зникнення.
У VI столітті нашої ери класична арабська мова була консервативною семітською мовою порівняно з класичною сирійською мовою, якою розмовляли в той же час; Класична арабська сильно нагадує реконструйовану протосемітську, а сирійська змінилася набагато більше. У порівнянні з близькоспорідненою сучасною північно-східною нео-арамейською мовою, яка не обов’язково безпосередньо походить від неї, класична сирійська все ще є дуже архаїчною формою мови. Грузинська мова надзвичайно мало змінилася з часів давньогрузинського періоду (4-5 століття нашої ери). Приблизно аналогічне поняття в біології — живі викопні.